# 張臶
張臶（136年—240年），字子明，鉅鹿郡人。漢末三國時隱士。

## 生平
張臶年少時到太學遊歷學習，學習了很多方面的東西，後來回到鉅鹿。袁紹曾經多次辟命張臶，但他都不應命，更移居上黨。并州刺史高幹又表他為樂平縣令，張臶又不接受，走到常山，後又遷居任縣，其間收了數百個門徒。
建安十三年（208年）六月，曹操被任命為丞相，此時辟命張臶，又不應。太和年間，詔命徵求有消災排難之法的隱學之士，多個郡縣都推舉張臶，但張臶則以老病為由不到朝廷。當時新任廣平太守盧毓都曾勸張珔任官。
正始元年（240年）逝世，享年一百零五歲。新任廣平太守王肅知道張臶逝世的消息，大嘆可惜。

## 另見
- 胡昭

## 延伸阅读
[在维基数据编辑]
 《三國志·卷11》，出自陳壽《三國志》